# Aero Vodochody
Aero Vodochody ali pa samo Aero je češki (v preteklosti češkoslovaški) načrtovalec in proizvajalec letal in drugih zrakoplovov. Podjetje so ustanovili 25. februarja 1919. Podjetje je znano po trenažerjih L-29 Delfín, L-39 Albatros, L-59 Super Albatros in L-159 Alca.
Po žametni revoluciji na Češkoslovaškem leta 1989 je Aero izgubil velik del trga trenažernih letal. Prodaja vojaških letal v vzhodni Evropi in NATO članicah se je v 1990ih zelo zmanjšala. NATO članice niso hotele novega proizvajalca letal. Med letoma 1998 in 2004 je bil Aero pod kontrolo Boeinga.
Oktobra 2006 je bil Aero Vodochody ponovno privatiziran. Podjetje je kupila češkoslovaška investicijska družba Penta za okrog 3 milijard čeških kron (CZK). 
Aero Vodochody trenutno proizvaja helikopter Sikorsky S-76, centralno krilno škatlo za Alenia C-27J Spartan, dele vrat za Embraer 170 in Embraer 190, kokpit za UH-60, dele za Boeing F/A-18E/F Super Hornet in nekatere komponente za Airbus A320 in Boeing 767

## Zrakoplovi

### Pred 2. svetovno vojno
- Aero Ae 01
- Aero Ae 02
- Aero Ae 03
- Aero Ae 04
- Aero A.10
- Aero A.11
- Aero A.12
- Aero A.14
- Aero A.17
- Aero A.18
- Aero A.19
- Aero A.20
- Aero A.21
- Aero A.22
- Aero A.23
- Aero A.24
- Aero A.25
- Aero A.26
- Aero A.27
- Aero A.29
- Aero A.30
- Aero A.32
- Aero A.34
- Aero A.35
- Aero A.38
- Aero A.42
- Aero A.46
- Aero A.100
- Aero A.101
- Aero A.102
- Aero A.104
- Aero A.200
- Aero MB.200 (Bloch MB.200)
- Aero A.204
- Aero A.230
- Aero A.300
- Aero A.304

### Po 2. svetovni vojni
- Aero Ae-45 (1947)
- Aero Ae 50 (1949)
- Aero Ae-145 (1955)
- Aero HC-2 Heli Baby (1954)
- Aero L-60 Brigadýr (1955)
- Aero L-29 Delfín (1963-1974)
- Aero L-39 Albatros (1970–1997)
- Aero L-59 Super Albatros (1992-96)
- Aero L-159 Alca (1997-2003)
- Aero Ae 270 Ibis (2000)
- MiG-15 licenčna proizvodnja
- MiG-15bis licenčna proizvodnja
- MiG-15UTI licenčna proizvodnja
- MiG-17 licenčna proizvodnja
- MiG-19 licenčna proizvodnja
- Aero S-106 (1960eta) licenčna proizvodnja lovca MiG-21F-13
- Sikorsky S-76